# 大不列顛航空105號班機空難
大不列顛航空105號班機空難是大不列顛航空一班的來回盧比安納機場至倫敦希斯洛機場定期航班，1966年9月1日，一架布里斯托不列顛尼亞型（Bristol Britannia）客機墜毀於盧比安納機場附近，造成98名乘客死亡。